# Süleymaniye-Moschee

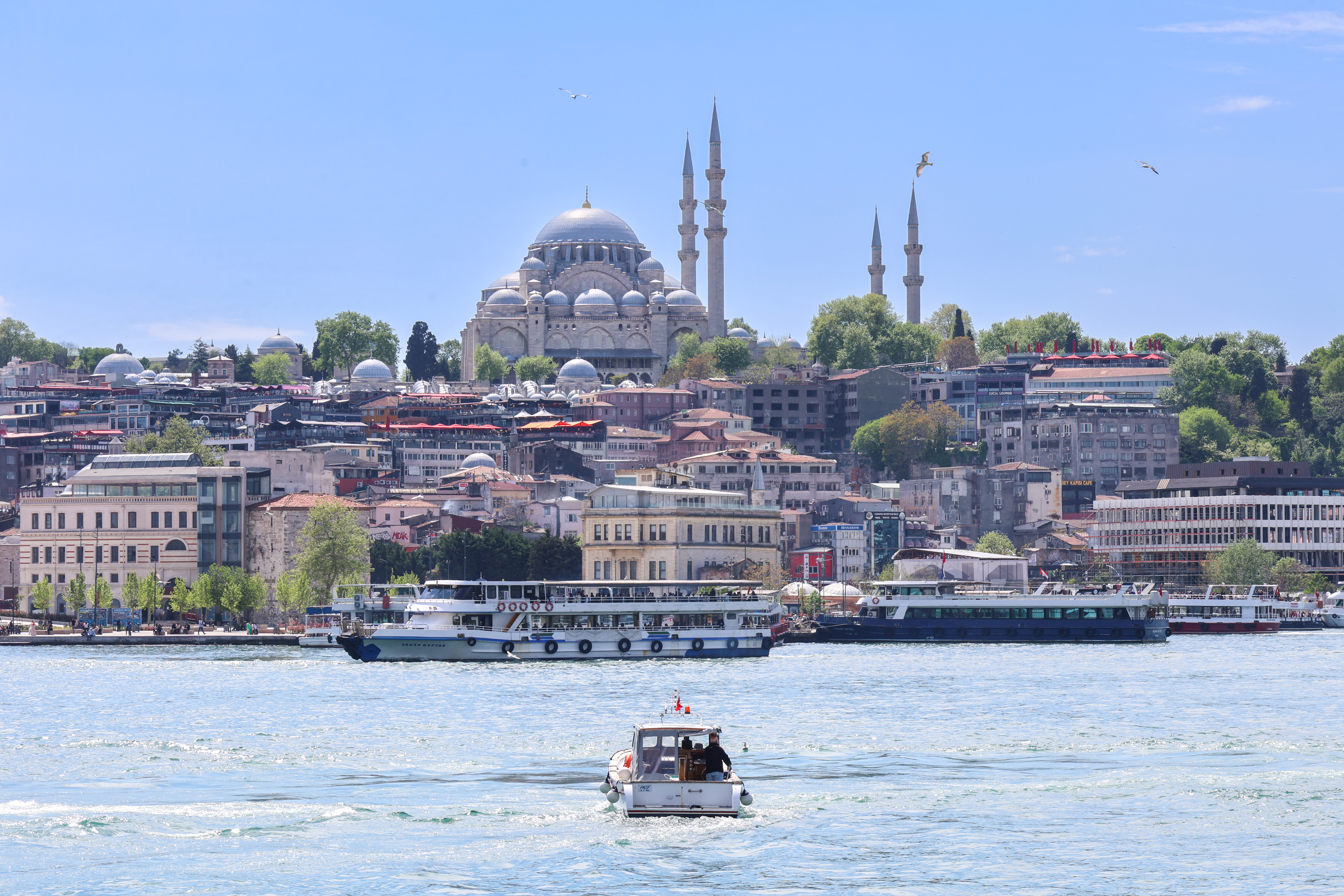
Blick auf die Süleymaniye-Moschee vom Goldenen Horn

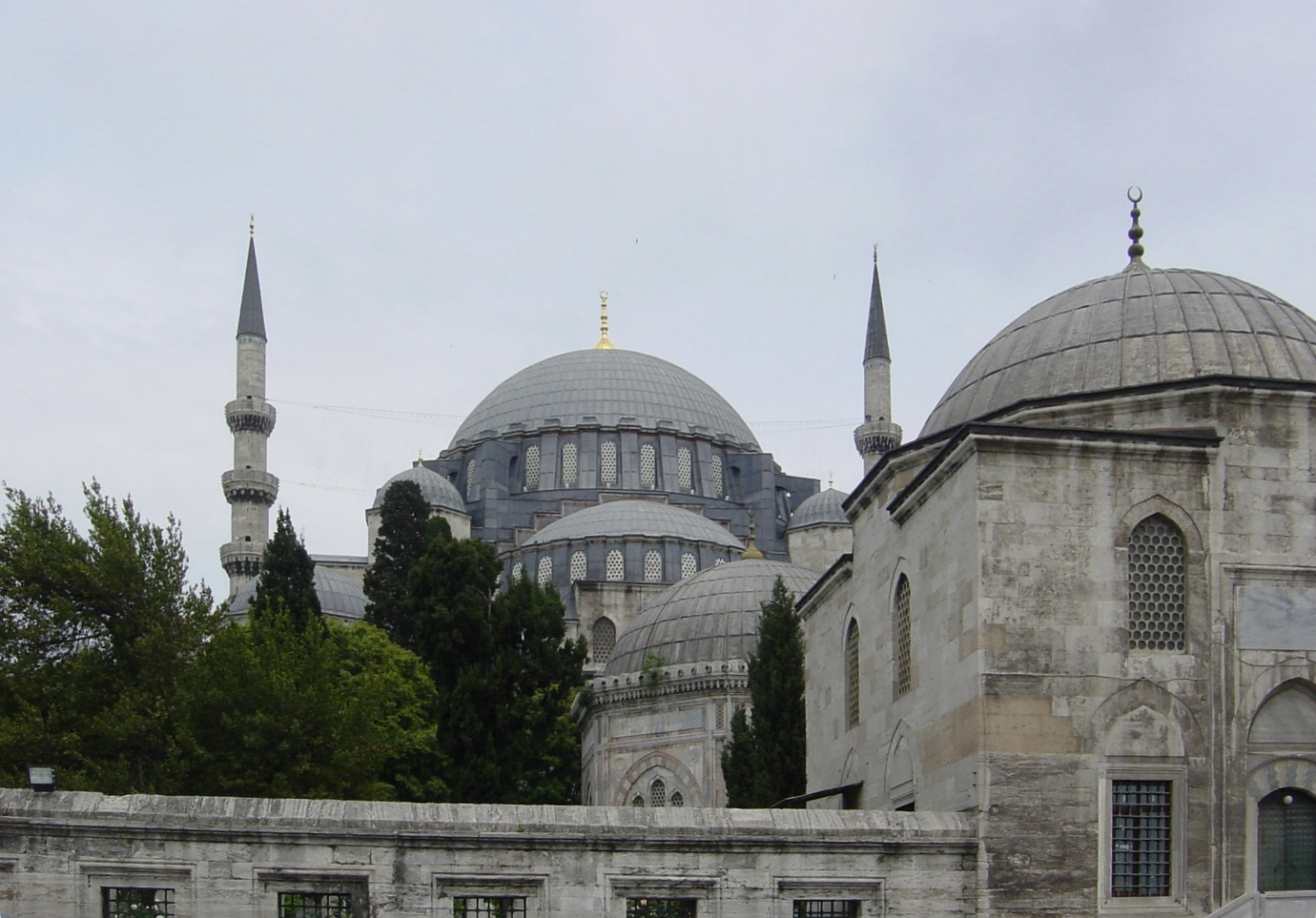
Sicht von Südosten mit dem Dar-ül Kura und äußerer Hofmauer

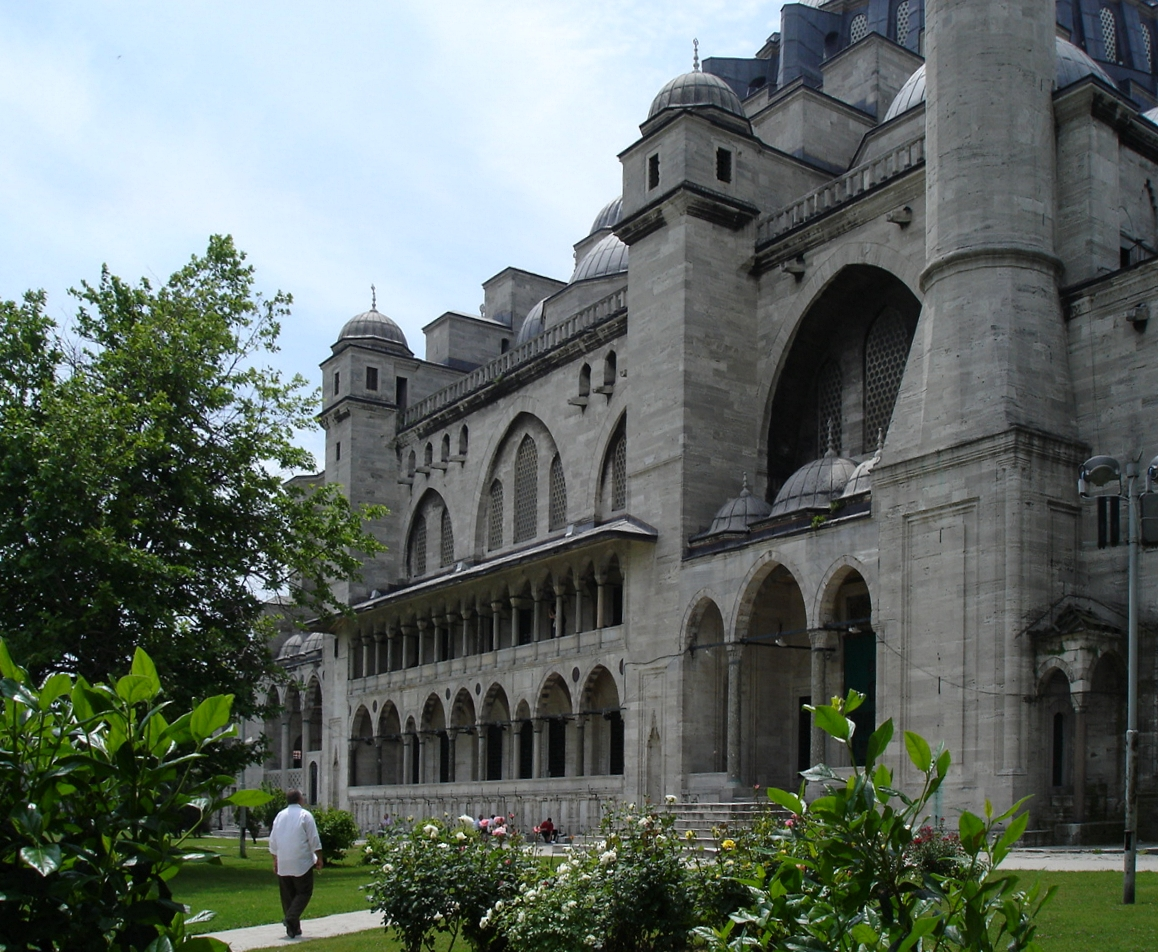
Galerien mit Reinigungsbrunnen

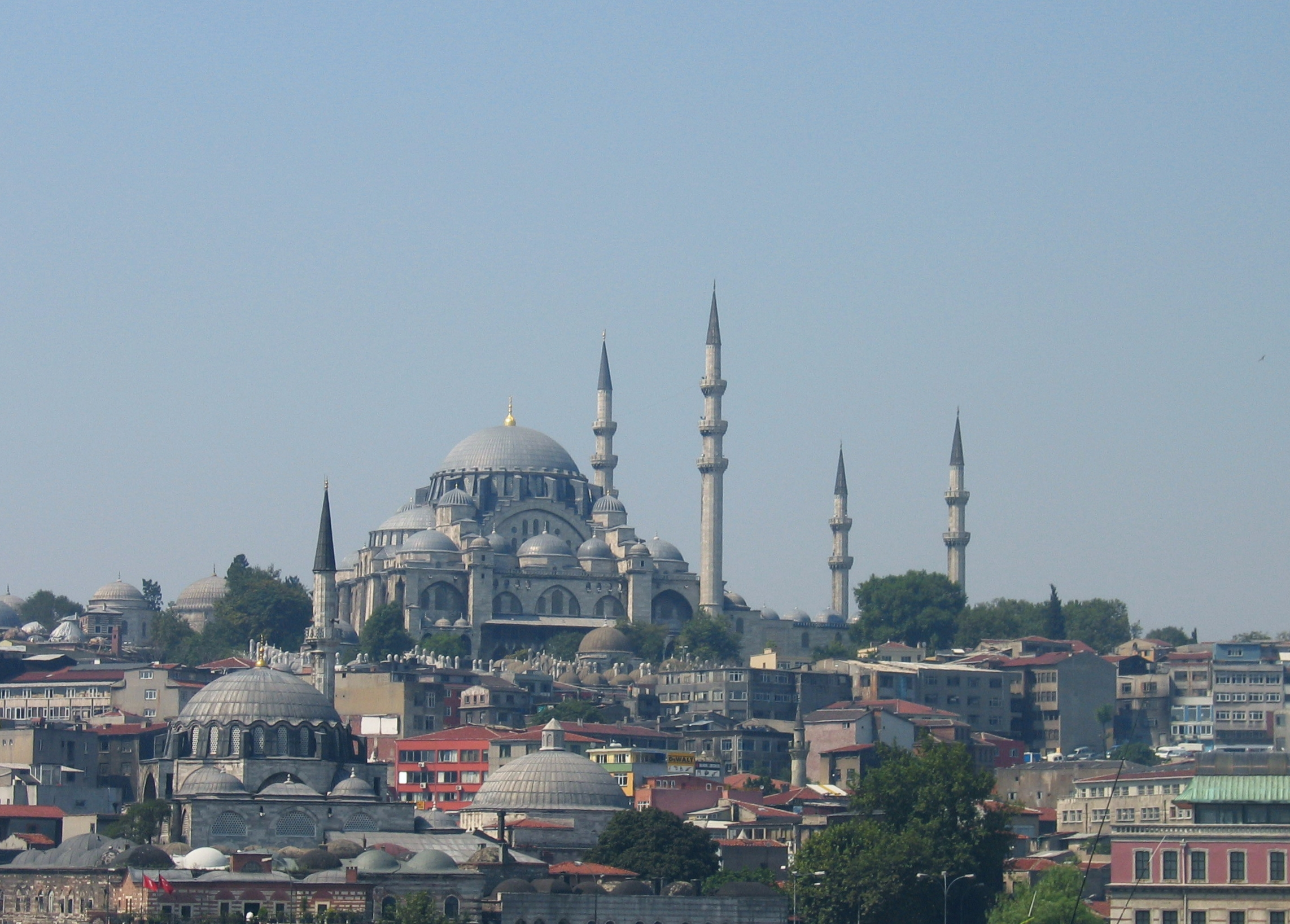
Vorne links die Rüstem-Pascha-Moschee, dahinter die terrassierten Medresen und die Süleymaniye

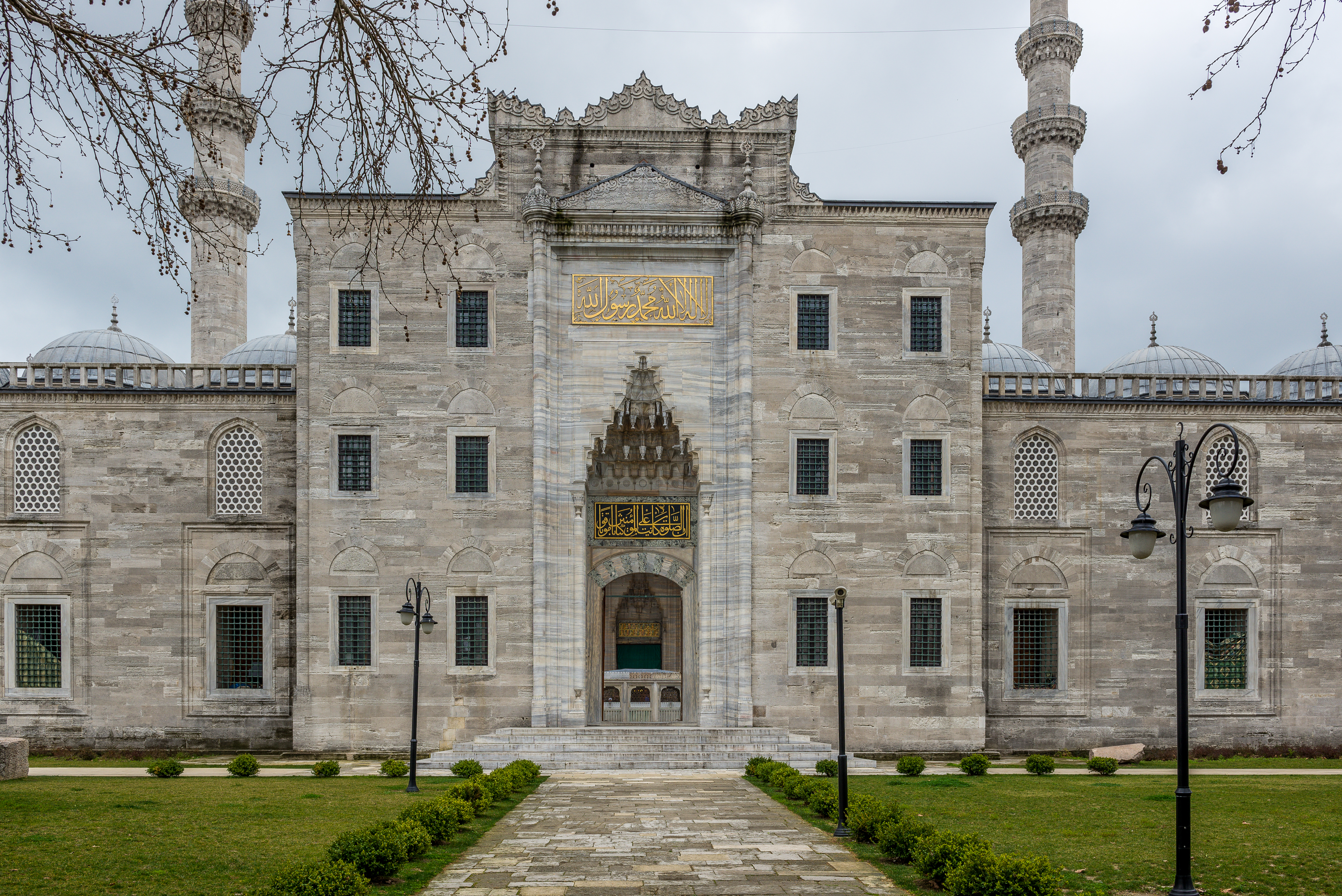
Eingangsgebäude zum Innenhof mit Observatorium

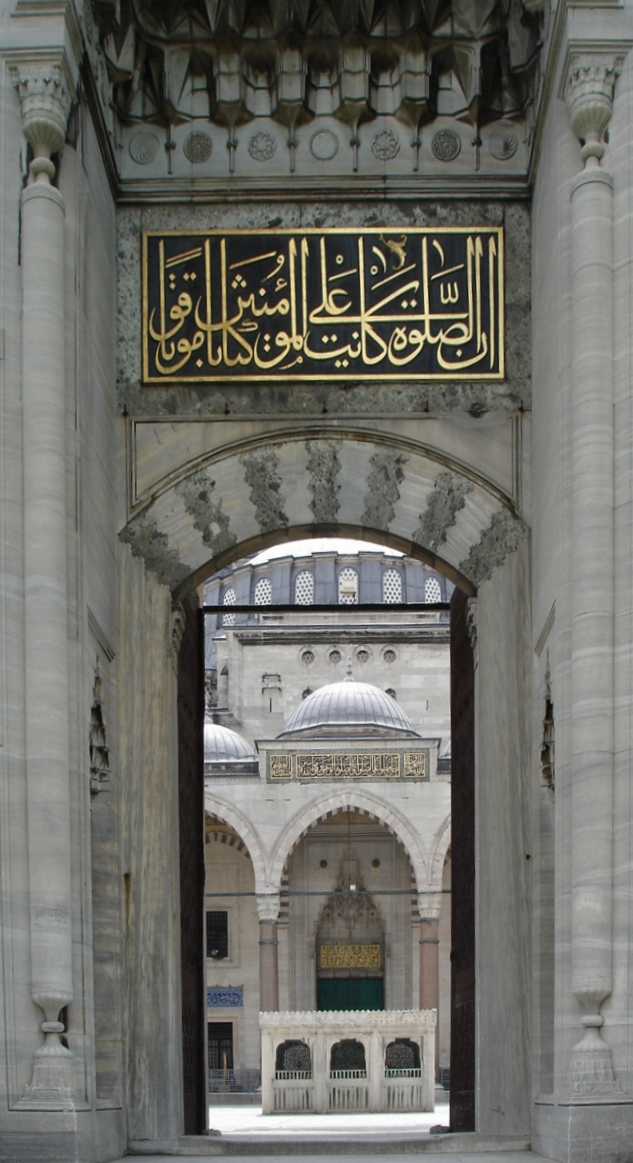
Haupteingang in den Innenhof mit marmornem Brunnen

Die Süleymaniye-Moschee (türkisch Süleymaniye Camii) ist eine der großen Moscheen in İstanbul. Sie wurde im Auftrag von Sultan Süleyman dem Prächtigen in einer sehr kurzen Bauzeit zwischen den Jahren 1550 und 1557 erbaut und ist ein wichtiges Werk des Architekten Sinan.

## Beschreibung und Geschichte
Die monumentale Külliye, zu der die Moschee gehört, hat einen ähnlichen städtebaulichen und imperialen Anspruch wie die Fatih-Moschee Mehmed des Eroberers. Der Komplex nimmt die schwierige Topographie auf dem steilen dritten Hügel der Stadt und die umgebenden Straßen als Herausforderung an und wartet mit originellen architektonischen Lösungen auf. Meisterlich sind z. B. die dritte und vierte Medrese (râbi und sâlis medresesi), 1558/59 fertiggestellt, mit ihren Terrassierungen zum Goldenen Horn hin. Im Inneren der Moschee wird erstmals das berühmte Bolus-Rot in den İznik-Fliesen verwendet. 130 farbige, bunte Steinglasfenster mit erlesener Kalligraphie lassen das Licht durch die Kiblawand treten. Der Innenhof wird wie in der Üç-Şerefeli-Moschee in Edirne von vier Minaretten umfasst, wobei die beiden der Moschee zugewandten höher sind (81 Meter).
Die Ausführung der Külliye wurde meistens durch freie Handwerker aus vielen Teilen des osmanischen Imperiums, darunter zahlreiche Griechen und Armenier (ca. 50 % Anteil an Christen), bewerkstelligt. Janitscharenrekruten wurden etwa zu 40 % vor allem bei Hilfsarbeiten beteiligt. Sklaven wurden hingegen zu unter 5 % beschäftigt, meistens auf den Galeeren, die Baumaterialien transportierten. Insgesamt waren zwischen 2500 und 3000 Arbeiter mit dem Bau beschäftigt. Sinan bezeichnete die Süleymaniye-Moschee als sein „Gesellenwerk“ (kalfalık eseri) und er übernahm dabei im Bauplan einer Vierpfeilermoschee das Kuppelsystem von Hauptkuppel, zwei Halbkuppeln und zwei Schildwänden von der Sultan-Beyazıt-Moschee und der Hagia Sophia, kam jedoch zu ganz anderen Raumwirkungen. Die Süleymaniye-Moschee gilt als beispielhaft für die Osmanische Architektur am Anfang ihres Höhepunktes.
Die Moschee befindet sich in einem Hof von 216 mal 144 Metern, der auch die Türben und einen Friedhof umfasst. Außen betragen die Maße inklusive des Innenhofes 108 mal 73 Meter. Die Moschee ist innen 59 Meter lang und 58 Meter breit. Die Hoffläche beträgt 46 mal 32 Meter. Die Hauptkuppel ist 53 Meter hoch und hat einen Durchmesser von 27,25 Metern. Ähnliche Ausmaße erreichten danach vor allem die Moschee des Sultans Selim II. in Edirne und die Sultan-Ahmed-Moschee in Istanbul. In die Zentralkuppel ließ Sinan 64 Tongefäße von je 0,5 Metern Durchmesser einbauen. Dadurch erreichte er eine ausgezeichnete Akustik.
Für das Riesengewicht dieser Moschee ließ Sinan ein mit Pfählen stabilisiertes Fundament aus einem besonders dafür geeigneten Zement legen, den er sehr langsam abtrocknen ließ. Erst nachdem das Fundament sich sachte gesetzt, die erstrebte Festigkeit erreicht hatte und seine Erdbebenwellen puffernde Wirkung entfalten konnte, ließ er die Hochbauten errichten.
Außer der Hauptmoschee mit dem Gebetsraum (cami) und dem Vorhof (avlu) samt Reinigungsbrunnen (şadırvan) besteht der Baukomplex, Külliye genannt, noch aus folgenden umliegenden Bauten:
- Mausoleen des Sultans und seiner Frau Roxelane/Haseki Hürrem (Türbe)
- Friedhof
- Haus der Friedhofswärter (Türbedar Oda)
- Astronomisches Observatorium (Muvakkithane)
- Fortgeschrittene Schule der überlieferten Prophetenworte/Hadith (Dar-ül Hadis)
- Aspirantenschule (Mülazimler Medresesi)
- Vier öffentliche Universitäten (Medrese)
- Medizinische Fakultät (Tıp Medresesi)
- Krankenhaus (Dar-üş Şifa)
- Koranschule (Dar-ül Kura)
- Grundschule (Sıbyan Mektebi)
- Armenküche (Imaret)
- Karawanserei/Hospiz (Tabhane)
- Wasserverteilstation (Taksim)
- Öffentliches Bad (Hammām)
- Brunnen
- Latrinen

Im Garten hinter der Hauptmoschee sind zwei Mausoleen (Türbe), in denen Sultan Süleyman I., seine Frau Roxelane (Haseki Hürrem) und seine Tochter Mihrimah, seine Mutter Dilaşub Saliha und seine Schwester Asiye sowie die Sultane Süleyman II., Ahmed II. und die Tochter von Mustafa II., Safiye begraben sind. Am Rande des Komplexes befindet sich das Grabmal des Architekten Sinan.
Es ist lange Zeit Sitte im Osmanischen Reich gewesen, keine weiteren Prachtbauten an Moscheen zu errichten, wenn in der Stadt schon genügend Gebetsstätten bestanden. Dieses galt als wenig fromm und wurde von dem obersten Geistlichen scharf gerügt. Verschwendung ist prinzipiell im Islam nicht gern gesehen, Bescheidenheit eine hohe Tugend. Deshalb wurde oftmals ein ganzer Moscheekomplex (Külliye) mit wohltätigen Einrichtungen zur Legitimation von zusätzlichen Prachtbauten errichtet. Gleichzeitig dienten einige Einrichtungen zur Finanzierung des Unterhalts der Külliye, z. B. Läden.
Die Sultan-Süleyman-Moschee war die ambitionierteste Stiftung des Sultan Süleymans, der aber auch in Südosteuropa, Anatolien, Mekka, Medina, Damaskus, Jerusalem, Bagdad usw. bemerkenswerte öffentliche Bauten errichten ließ, um die Macht des Herrschers zu demonstrieren und zu legitimieren.

## Interpretation der Süleymaniye Külliye

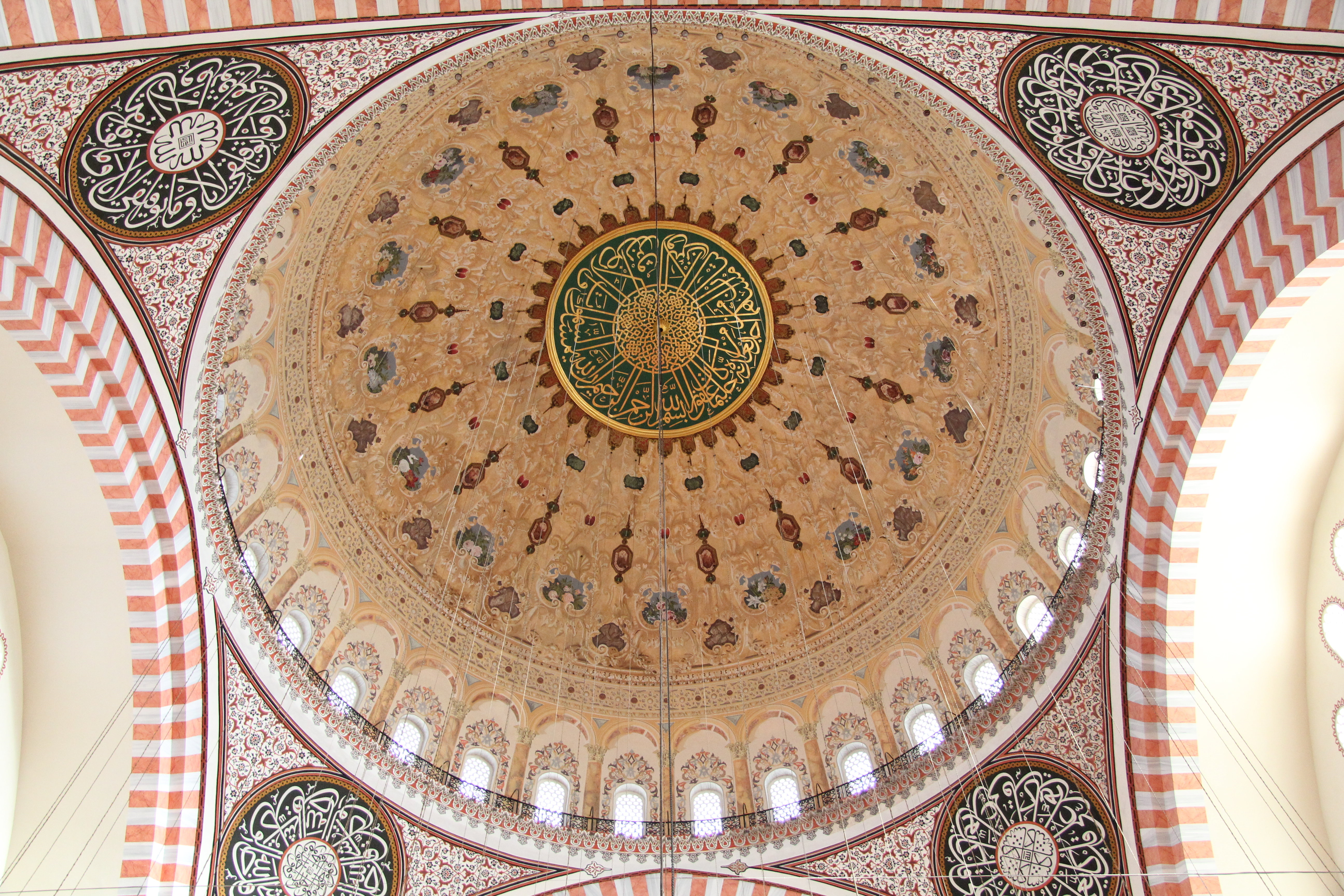
Hauptkuppel mit Malereien von Gaspare und Giuseppe Fossati
(19. Jahrhundert), im osman. Barock nachempfunden

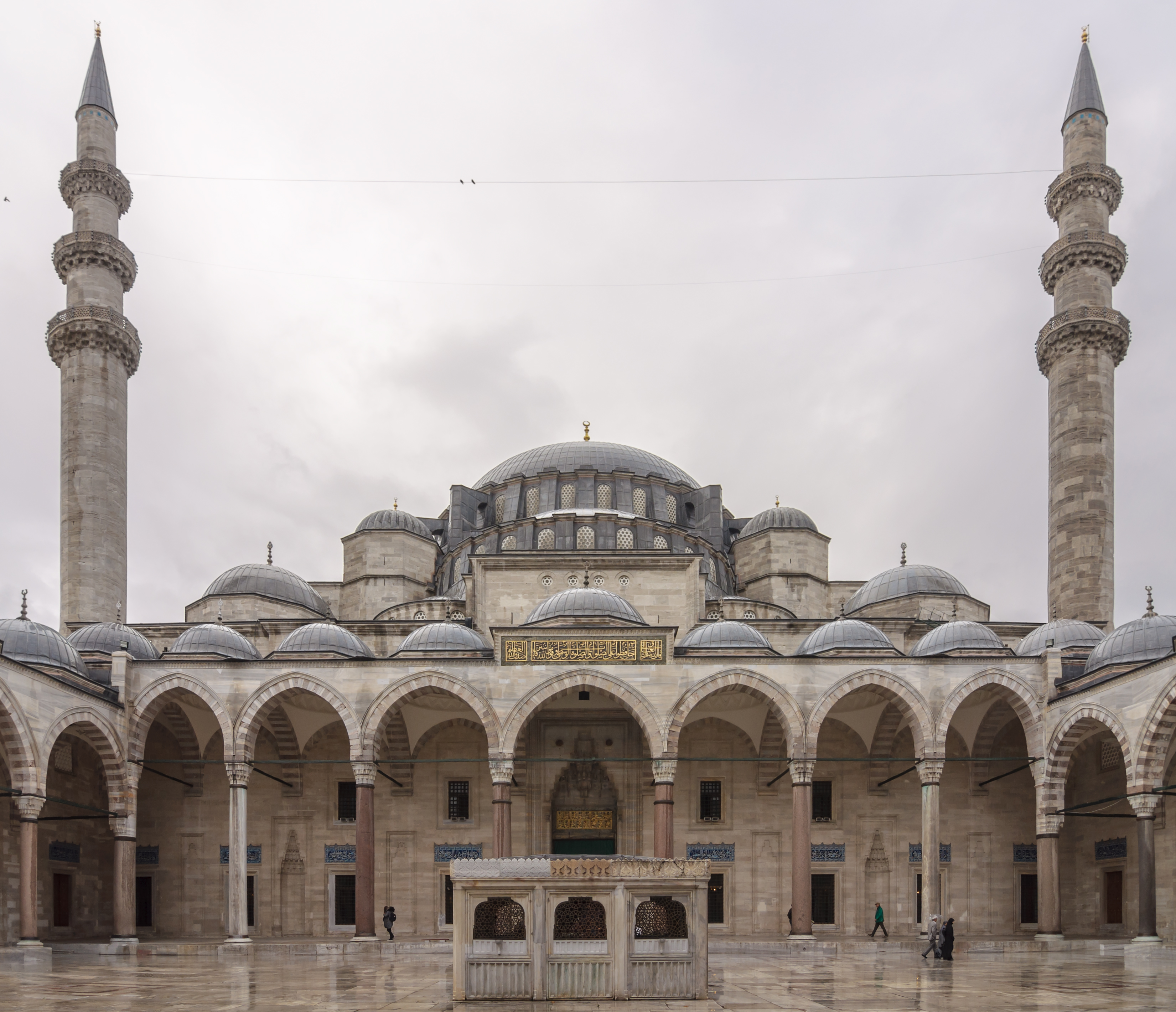
Innenhof mit Säulen aus Porphyr und Rosengranit

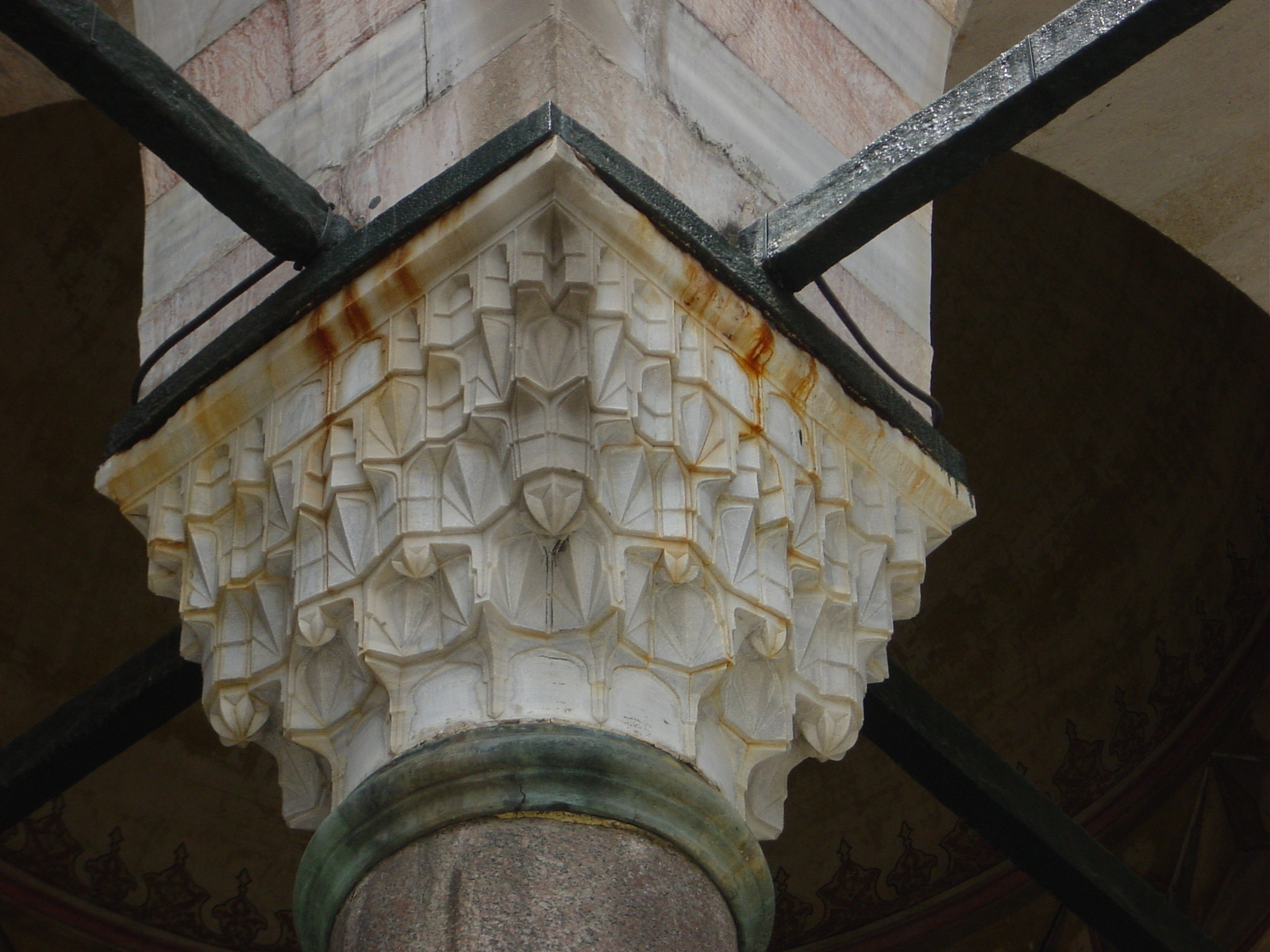
Mukarnas-Kapitell

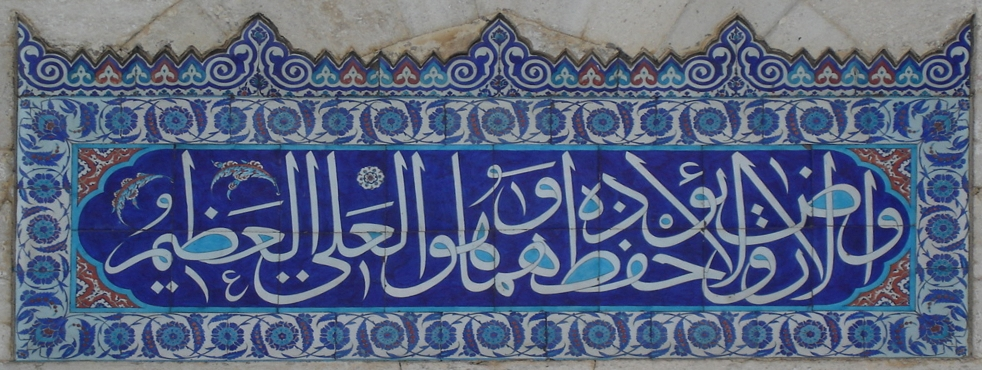
Kalligraphie mit İznik-Fliesen im Innenhof

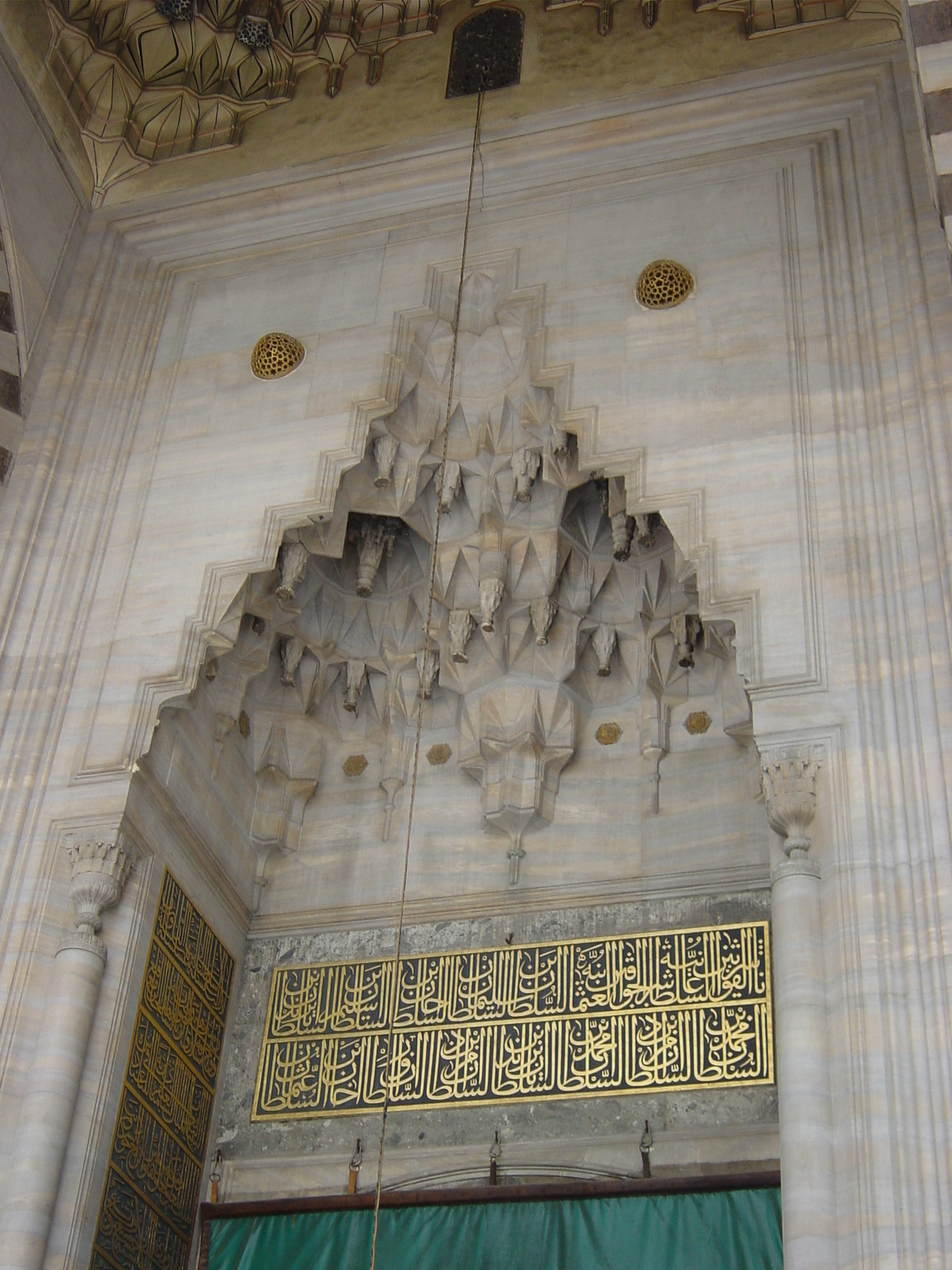
Marmornes Stalaktitwerk (Mukarnas) über dem Moschee-Eingang

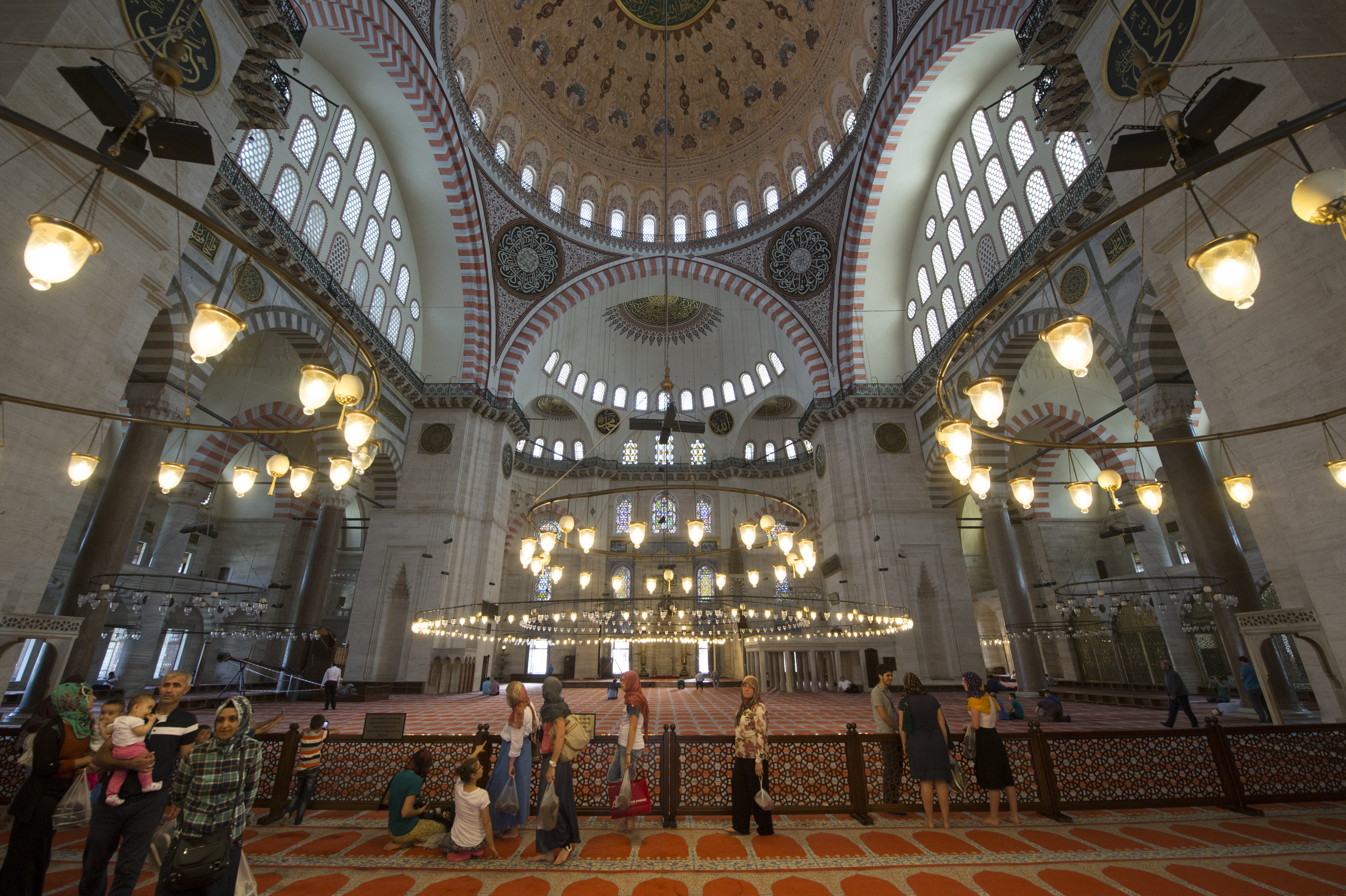
Sicht auf die Kiblawand

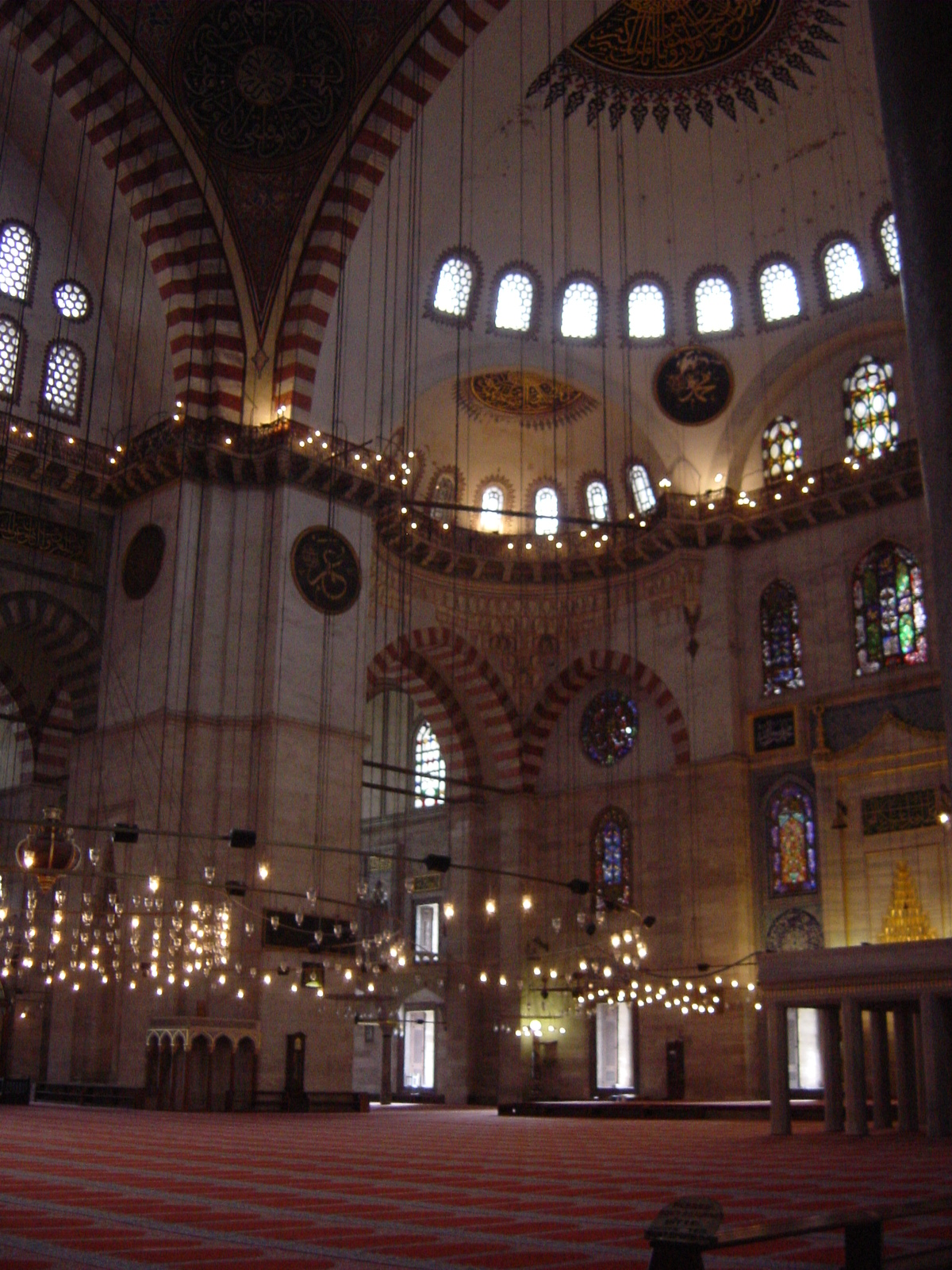
Gebetsraum, links vom Mihrab mit Hauptpfeiler

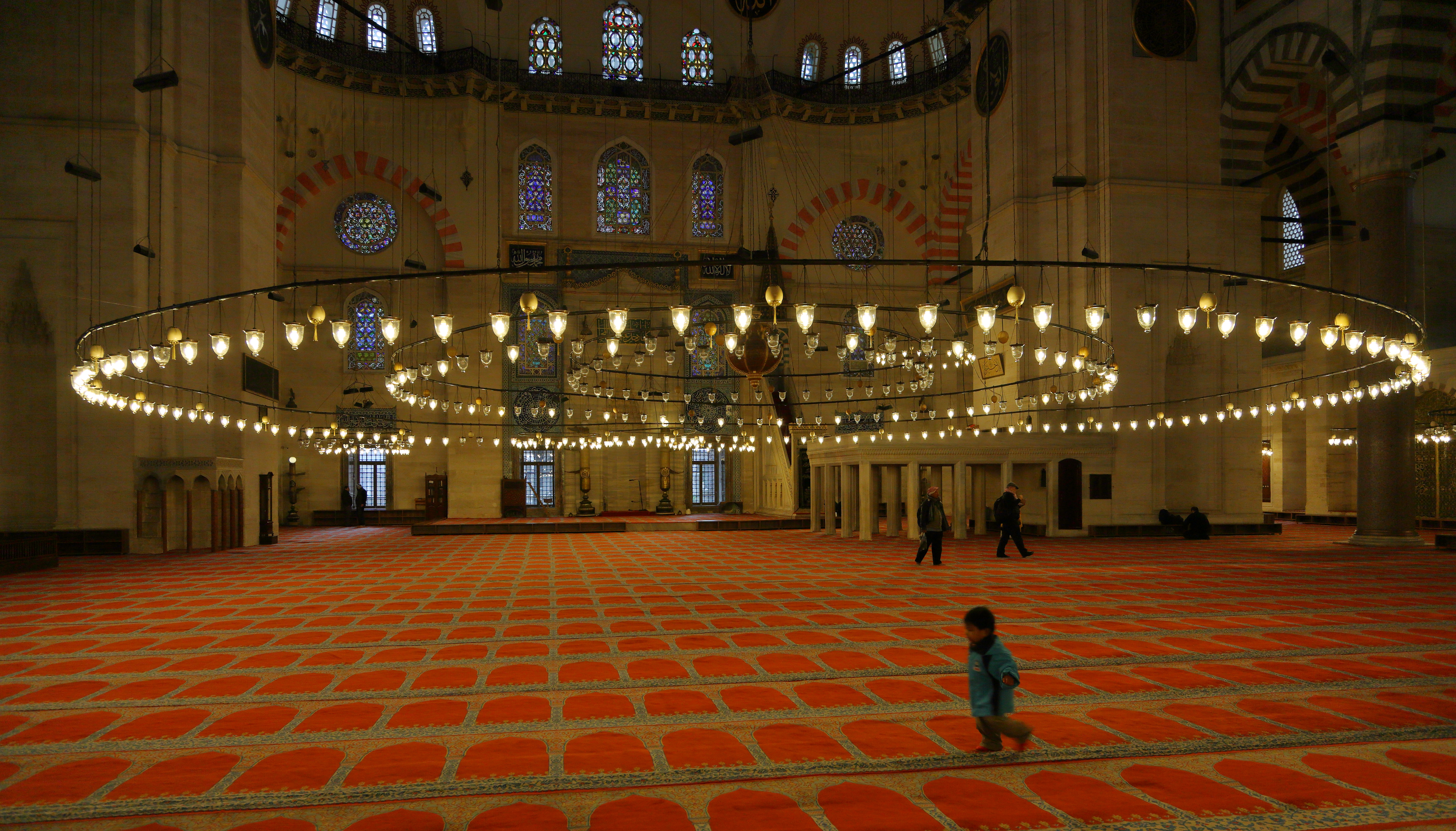
Kronleuchter

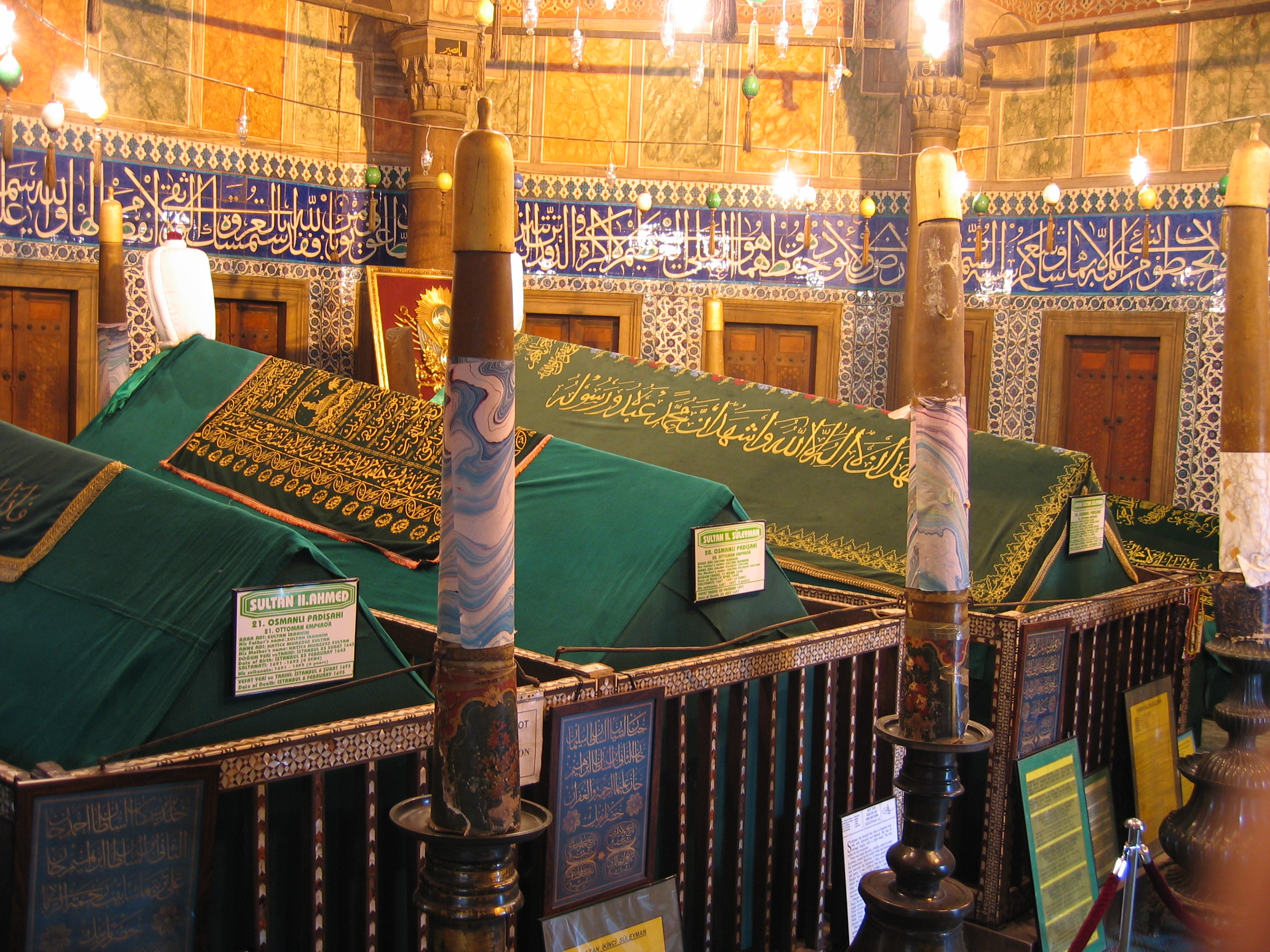
Türbe von Sultan Süleyman I.

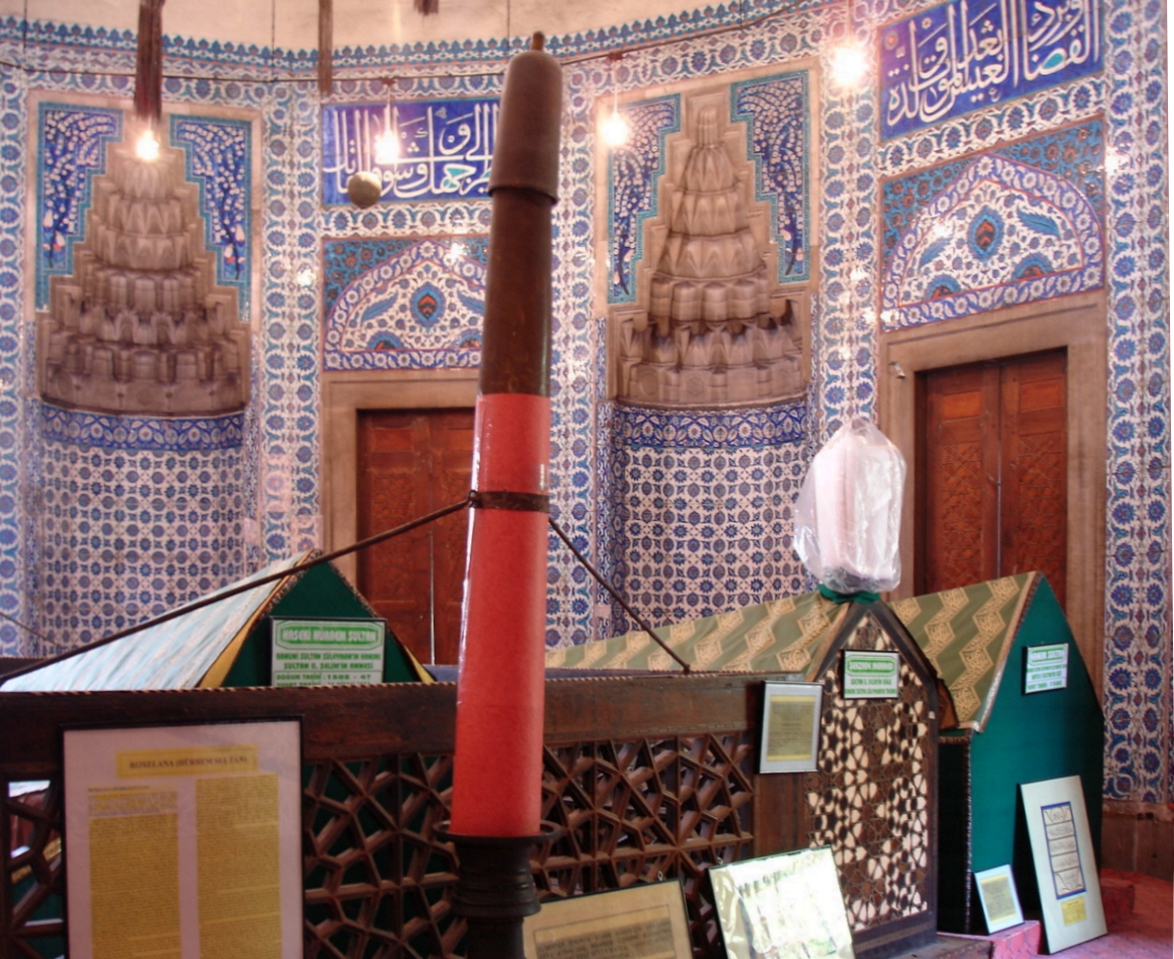
Türbe der Roxelane

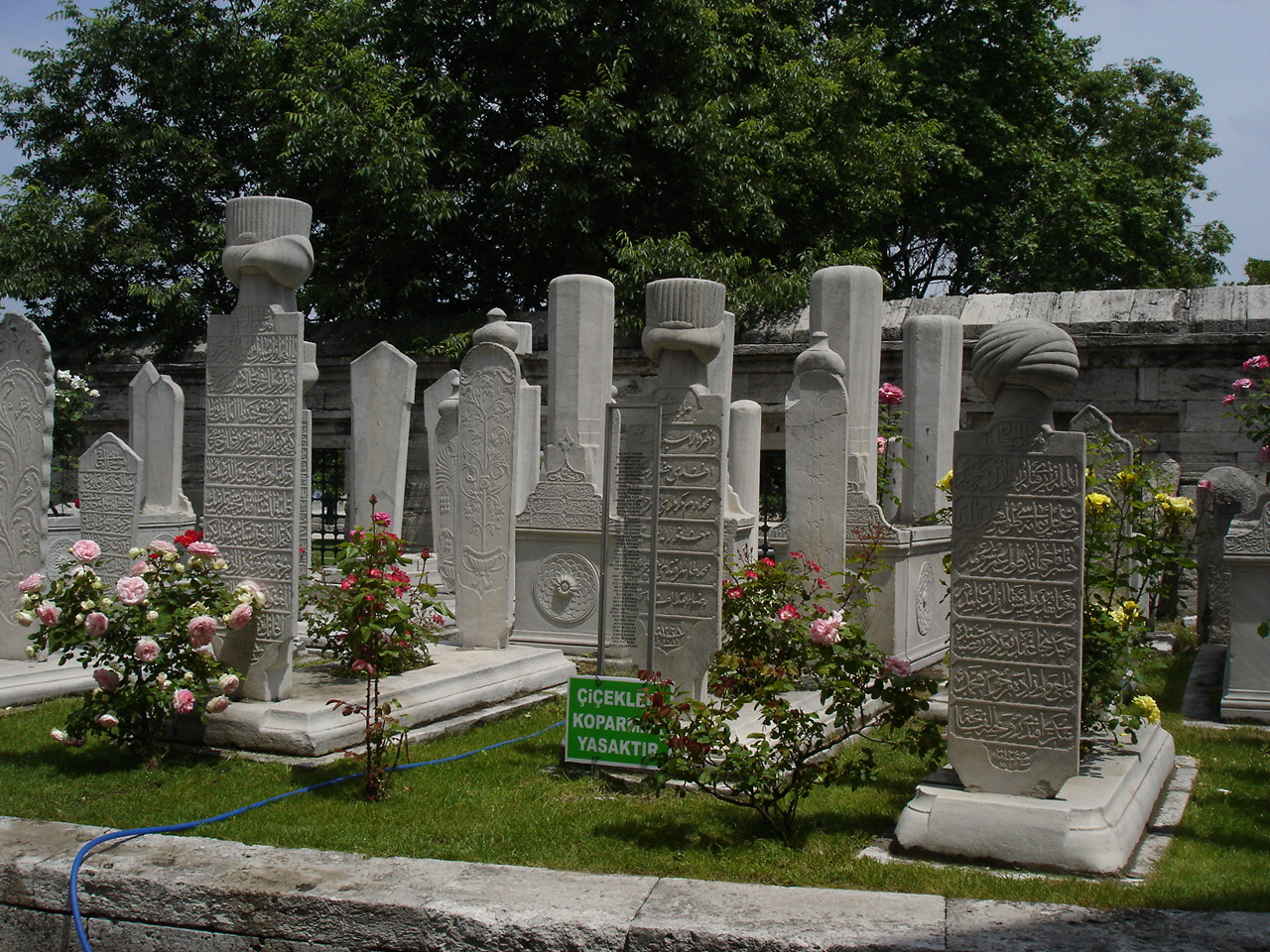
Moscheefriedhof

Die Interpretation der Süleymaniye Külliye stützt sich auf zahlreiche Konnotationen und Bedeutungsebenen, die sich beispielsweise auf funktionaler Ebene, in kulturellen Assoziationen und Mythen, die z. B. durch die bewusste Verwendung bestimmter Baumaterialien hervorgerufen wurden, in der Formensprache der Architektur und auch in den vielen Inschriften offenbaren.
Die osmanischen Sultane verstanden sich seit Sultan Mehmed II. dem Eroberer zunehmend als Verteidiger des orthodoxen sunnitischen Islams gegen die teilweise heterodoxen Sufi-Orden, weshalb dieses auch in der Anordnung der Theologischen Fakultäten axial eng an den Flanken der Moschee zum Ausdruck kommt.
Der wachsende Einfluss der Ulema (Geistliche Gelehrte) wird in der großen Anzahl der theologischen Universitäten deutlich.
Bezeichnete sich Sultan Mehmed II. noch als Nachfolger der römischen Kaiser als Sultan-i Rum (Rum = Rom), so verschiebt sich die Legitimation des Sultans nach Einnahme der arabischen Kernlande durch Süleymans Vater Selim I. und Übernahme des Titels „Beschützer der Heiligen Stätten“ Mekka und Medinas hin zu einem mehr islamischen Herrscher und der Bezeichnung Padischah-i Islam.
Diese imperiale Moschee Süleymans als Ausdruck der Macht wurde vom Sultan wöchentlich besucht, womit eine öffentliche Verbindung der Herrschaft mit den Beherrschten hergestellt und durch Almosenspenden gefestigt wurde.
Die Kuppel ist schon seit Jahrhunderten eine Metapher für das Himmelsgewölbe. Zeitgenossen beschrieben die Kuppeln und untergeordneten Halbkuppeln, als seien sie Zwillinge der himmlischen Umlaufbahnen. „Die Erde fordert den Himmel heraus mit Kuppeln, die sogar höher als das Paradies sind.“ Der plätschernde Marmor-Brunnen im Innenhof sei eine Reminiszenz an „Kawthar“, den Fluss im Paradies. Aber auch die gesamte Moschee wird als ein Symbol des Paradieses angesehen, was zudem in vorzüglichsten Kalligraphien betont wird. Auch das Licht, welches verschwenderisch in die Moschee einfällt, hat hohe symbolische Bedeutung (wie meistens in osmanischen Bauten), gefördert durch bunte Steinglasfenster, die mit Kalligraphien verziert sind, so z. B. mit dem Lichtvers aus dem Koran (Sure 24,35):

„Gott ist das Licht der Himmel und der Erde. Sein Licht ist einer Nische vergleichbar, in der eine Lampe ist. Die Lampe ist in einem Glas. Das Glas ist, als wäre es ein funkelnder Stern. Es wird angezündet von einem gesegneten Baum, einem Ölbaum, weder östlich noch westlich, dessen Öl fast schon leuchtet, auch ohne dass das Feuer es berührt hätte. Licht über Licht. Gott führt zu seinem Licht, wen Er will, und Gott führt den Menschen die Gleichnisse an. Und Gott weiß über alle Dinge Bescheid.“

Die Moschee wird dadurch also gleichsam mit göttlichem Licht geflutet. Dazu erhellen in der Nacht über 2000 Öllampen aus Glas (damals auch mittels halbierten Straußeneiern ergänzt) das Innere wie ein Sternenzelt.
Die Wandnische Richtung Mekka (Kibla) ist mit erlesenen İznik-Fliesen geschmückt, die Pflanzen und Blumen aus einem paradiesischen Garten zeigen. Dieses Paradiesesthema wird in verstärktem Maße wiederholt im Mausoleum von Süleyman und seiner Frau Roxelane, auch hat Süleyman mit diesen blau-roten İznik-Fliesen den Felsendom in Jerusalem schmücken lassen, als er ihn renovierte. Interessant ist, dass im Gegenzuge das Mausoleum Süleymans ein Zitat des Felsendomes ist, mit seiner Doppelkuppel, seinen inneren runden Arkaden, seinem achteckigen Grundriss und seinen äußeren Kolonnaden. Zudem ist die innere Decke ebenso mit Bergkristall-Steinen eingelassen und anderweitig ausgeschmückt, wodurch sie eine große Ähnlichkeit mit der Decke des Felsendomes hat. Diese Ähnlichkeiten kommen nicht von ungefähr, sollen sie doch auf den sagenhaften Tempel des Königs und Propheten Salomon hindeuten. So weist Süleyman zudem in Brunnen-Inschriften explizit darauf hin und spricht von sich als „Süleyman-i Zaman“ (Salomon des Zeitalters).
Die Stiftungsurkunde verweist auf die Moschee als das neu errichtete legendäre Iram, die Stadt der tausend Säulen, ebenfalls ein Abbild des Paradieses.
Dieser Verweis auf das mystische Iram erhellt auch die enormen Anstrengungen, die beim Finden und Aussuchen der Granit-, Porphyr- und Marmorsäulen verwendet wurde. Diese Säulen wurden überall im Osmanischen Reich gesucht, von antiken Ruinen, aber auch von späteren, ruinösen Gebäuden, die schon solche Spolien verwendet hatten. So wird berichtet, dass vom Hippodrom aus Konstantinopel 17 Marmorsäulen Verwendung fanden. Die enormen Schwierigkeiten, diese massiven Steine zu transportieren, führten bald zu zahlreichen Legenden, ähnlich denen, die beim Bau der Hagia Sophia auftraten, und die letztlich Stärke, Reichtum und Leistungsfähigkeit des Reiches und seines Sultans demonstrieren sollten.
So wie die Hagia Sophia dem legendären Tempel Salomons nachempfunden ist („templum novum salomonis“), führt die Süleymaniye mit ihrem gleichen Bauschema (Kuppel – zwei Halbkuppeln – zwei Schildwände) diese Deutung fort. Ebenso holte Süleyman auch mit Spezialschiffen unbezahlbare Säulenspolien aus dem Jupitertempel von Baalbek, wie es in der Hagia Sophia geschehen war. Außerdem brachte er Säulen von seinen Eroberungszügen von Rhodos, Belgrad und Malta mit. Aus all dem geht hervor, dass die salomonischen Referenzen nicht zufällig sind.
Jede Säule, welche aus weit entfernten Gebieten geholt wurde, symbolisiert die Erinnerungen der verschiedenen Völker.
So stützen innen je zwei gewaltige Rosengranitsäulen ein triumphbogenartiges Motiv unter den Schildwänden. Zwei der Säulen sollen aus Alexandria und Baalbek stammen – der Baalbek Tempel wird in islamischen Quellen als legendärer Palast Salomons gedeutet, erbaut für die Königin von Saba, die anderen beiden Säulen aus einem königlichen Palast in Istanbul und einem anderen Ort in Istanbul (evtl. Augusteion und Hippodrom). Zwei weitere Säulen aus Alexandria sind auf einem Schiff in einem Sturm versunken.
Diese vier Säulen symbolisieren auch die vier Nachfolger Mohammeds: Abu Bakr, Umar, Uthman, und Ali. Gleichfalls wurden die vier Rechtsschulen des sunnitischen Islam darin gesehen, ebenso wie in den vier Universitäten um die Moschee herum. Eine Analogie geben auch die vier Minarette: Die vier „Freunde“ (Nachfolger) von Mohammed. Eine andere Assoziation der vier Minarette ist, dass Süleyman der vierte Sultan seit der Eroberung von Konstantinopel war. Die Minarette haben zusammen zehn Balkone, die darauf hinweisen könnten, dass er der zehnte Sultan des Osmanischen Reiches war.
Gleichfalls kann man die Kuppel, getragen von vier gewaltigen Bögen, mit der Deutung der vier Kalifen, und vier Rechtsschulen, überdacht von Mohammed, assoziieren. Dieses Baldachinmotiv wird in Quellen auch mit den Bögen des Palastes des Sassanidenherrschers Chosraus verglichen.
Die Moschee wurde von Zeitgenossen auch als „zweite Kaaba“ angesehen.
Erstaunlich ist in diesem Zusammenhang ein Brief des schiitischen Feindes Schah Tahmasp I. aus dem Iran für die Eröffnungszeremonie: Er bezeichnete die Moschee als Heiligtum und schreibt, dass er sich an das „Heilige Haus Gottes“ (= Kaaba) erinnert fühlt. Diese Analogien zur Kaaba sind kein Zufall, denn im Mausoleum von Sultan Süleyman wurde über dem Eingang ein originales Stückchen des heiligen schwarzen Meteoriten der Kaaba eingefasst.
Nicht von ungefähr ist auch die Lage über dem Goldenen Horn auf dem dritten der sieben Hügel Istanbuls. Die Moschee dominiert dort die Silhouette Istanbuls und von dort hat man ein Panorama über die ganze Stadt. Evliya Çelebi schreibt, von dort sehe man die „ganze Welt“. Das Motiv der thronenden Moschee, über ihren umliegenden Bauten, über der ganzen Stadt, mit ihrer kaskadierenden Kuppelpyramide, steht für das Osmanische Reich mit dem Sultan an der Spitze.
Die Innendekoration ist verglichen z. B. mit der Hagia Sophia sparsam ausgeführt, sich ganz der Architektur unterordnend. Die kristalline geometrische Struktur des Baus sollte den Betrachter gefangen nehmen, nicht seine Oberflächen. Die euklidische Geometrie kommt voll zur Geltung. Der Blick wird auf die Erlesenheit der Materialien gelenkt. Und auf die Kalligraphien, deren Texte abgesehen von der Gründungskalligraphie, alle aus dem Koran stammen und die absolute Macht des Sultans preisen sollen.
Viele dieser Koranverse, wie beispielsweise aus Sure 39 Vers 73, beziehen sich auf das Paradies:

„Diejenigen aber, die sich (in ihrem Erdenleben) vor ihrem Herrn gefürchtet haben, werden in Scharen dem Paradies zugeführt (w. in das Paradies getrieben). Wenn sie schließlich dort angelangt sind, werden seine Tore (für sie) geöffnet, und seine Wärter sagen zu ihnen: Heil sei über euch! Ihr seid glücklich zu preisen (?). Tretet nun in das Paradies (w. in es) ein, um (ewig darin) zu weilen!“

Weitere Inschriften befinden sich über den Eingängen und deuten damit die Moschee als Eingang in den Garten des Paradieses auf Erden (13,24 und 16,32):

„Sie (d. h. die Engel) sagen (dabei zu ihnen): Heil sei über euch! Geht in das Paradies ein (zum Lohn) für das, was ihr (in eurem Erdenleben) getan habt!“

„Heil sei über euch! (Dies ist euer Lohn) dafür, daß ihr geduldig waret. Welch treffliche letzte Behausung!“

Die Kosmologie wird in dem Kuppelvers (35,41) zitiert:

„Gott hält Himmel und Erde fest, so daß sie (nicht von der Stelle) weichen.
Und wenn sie (von der Stelle) weichen würden, gäbe es keinen, der sie daraufhin (w. nach ihm) (wieder) festhalten würde. Er ist mild und bereit zu vergeben.“

Die radiale Schrift in der Kuppel, die wie Sonnenstrahlen ausläuft, ist übrigens ähnlich den Verzierungen, wie in den runden Zelten der Osmanen. Die Kuppel als Himmelszelt und andersherum, ein sehr altes türkisches Symbol, welches schon in Zentralasien zu finden ist.
So wie Gott den Kosmos zusammenhält, so halten die vier mächtigen Pfeiler mit den vier Kalligraphien der Kalifen in den Pendentifs die Kuppel zusammen.
Weitere Koransprüche versprechen, dem Gläubigen beim orthodoxen Befolgen der Scharia einen Platz im Paradies zu sichern – ein historischer Bezug zu den gleichzeitig und schon vorher stattgefundenen Rivalitäten mit den heterodoxen iranischen Safawiden und den Kizilbasch.